# Frøya
Frøya är en ö som ligger sydväst om Trondheimsfjorden i Trøndelag fylke i Norge. Frøya kommun består av själva ön och ytterligare över 5 000 öar, kobbar och skär. Karakteristiskt för ön är karghet och frånvaron av riktig skog. Berggrunden är av gnejs och granit med inslag av kalksten. 
Växtlivet och djurlivet gynnas av det relativt milda och fuktiga klimatet i kombination med sedimenterad kalksten som ger god jordmån. På ön finns hjortar och de delvis vattenlevande djuren utter och mink är vanliga. 20 % av Norges population av storskarv häckar på ön. Man planterar många träd på ön för att få tillbaka den skog som en gång sågades ned för att ge virke till fiskeflottan och till bostäder. 
Befolkningen har successivt minskat sedan andra världskriget och har följt restriktionerna på havsfisket. 2005 levde ca 4 000 människor på öarna. Fiskerinäringen dominerar med ett ökande inslag av turism. Ekologiskt jordbruk ökar på ön och eftersom det inte finns rovdjur så har man ca 2 000 frigående får och getter.
Sedan 2006 har befolkningen ökat med ca 2-3 % årligen, då många väljer att arbeta där på grund av den stora laxexporten.
Idag[när?] har ön drygt 4 000 invånare.